# Карашко-северинска жупанија
Карашко-северинска жупанија (лат. Comitatus Krassovinis et Severinensis, мађ. Krassó-Szörény vármegye, рум. Comitatul Caraş-Severin) је била жупанија, односно управна јединица у угарском делу Аустроугарске монархије. Настала је 1881. године, спајањем двају жупанија, Карашке и Северинске, а постојала је до 1918. године. Управно седиште жупаније био је град Лугош (данас у саставу Румуније).
Површина жупаније била је 11.074 , а у време задњег пописа пре њеног укидања (1910. године) Карашко-северинска жупанија је имала 466.147 становника (густина 42,1 ст./km2).
Већи део подручја ове жупаније је данас у оквиру Румуније, док је веома мали део у оквиру Србије.

## Порекло назива
Карашко-северинска жупанија добила је назив од две старије жупаније, Карашке и Северинске, које су се ту налазиле раније. Имена ових жупанија воде порекло од реке Караш и словенског племена Северани, које је у средњем веку настањивало ове просторе.

## Природне одлике
Карашко-северинска жупанија се налазила на крајњем југу Хабзбуршке Угарске и била је погранична ка Краљевини Србији ка југу и Краљевини Румунији ка истоку.
Простор жупаније обухватао је југоисточни део Баната, који је, за разлику од остатка регије, изразито планински. Жупанија је била издељена на низ мањих области, долина између планина у оквиру југозападних Карпата. Јужна граница жупаније био је Дунав, који ту тече кроз Ђердапску клисуру (или овде звану Банатску клисуру).

## Историја
Карашко-северинска жупанија формирана је 1881. године, спајањем двају дотадашњих жупанија, Карашке и Северинске.
Традиције жупанијског уређења на тим просторима водиле су порекло још из средњовековног периода, када је након успостављања угарске власти у 11. веку формирана Карашка жупанија, док је нешто касније, у 13. веку образована и Северинска бановина, као погранична област на крајњим југоисточним границама Угарске. Угарска власт на овим просторима постепено је потискивана од средине 16. века, упоредо са ширењем османске власти. Коначном пропашћу Лугошко-карансебешке бановине средином 17. века, целокупно подручје ушло је у састав Темишварског пашалука.
Отоманска власт је трајала до 1718. године, после чега је подручје укључено у састав Хабзбуршке монархије, као засебна покрајина под називом Тамишки Банат. Ова покрајина се укида 1778. године, чиме северозападни део овог простора улази у састав хабзбуршке Краљевине Угарске као Карашка жупанија, док југоисточни део остаје у саставу Банатске војне границе. Будући на ободу царства, подручје је остало неразвијено и ван важних токова развоја. Стога су ову област заобишла велика досељавања Немаца, Мађара и других народа са севера. Најбројнија етничка група остали су Румуни, док су на крајњем југу, у клисури били у већини настањени Срби. У пар насеља у средишњој Крашови, било је и Срба-католика, који су опстали до дан-данас (тзв. „Крашовани“). Малобројно „западњачко“ становништво населило се углавном у градовима и рударским местима.
Банатска војна крајина укинута је током 1872. и 1873. године, што је био повод да се у најисточнијем делу, на просторима развојачене Влашко-банатске регименте, образује нова Северинска жупанија. Већ током 1880. године, донета је начелна одлука да се та жупанија споји са суседном Карашком жупанијом, што је и спроведено 1881. године, када је и званично створена обједињена Карашко-северинска жупанија.
Такво стање је потрајало до 1918. године. Непосредно након Првог светског рата највећи део простора жупаније укључен је у оквир Румуније, а сасвим мали део на западу у новобразовану Краљевину Срба, Хрвата и Словенаца.
Простор жупаније у Румунији највећим делом се данас налази у оквиру истоименог Карашко-северинског округа, северни део је у оквиру Тамишког округа, а град Оршава је у округу Мехединци.
Простор жупаније који је данас у Србији, припада АП Војводини. То су насеља Банатска Суботица и Добричево у оквиру општине Бела Црква.

## Становништво
- Према попису из 1900, жупанија је имала 443.001 становника.
- Према попису из 1910, жупанија је имала 466.147 становника.

Становништво према матерњем језику (Попис 1910):
- Румунски = 336.082 (72,1%),
- Немачки = 55.883 (12,0%),
- Мађарски = 33.787 (7,3%),
- Српски = 14.674 (3,1%),
- остали језици = 25.721 (5,5%).

Етнички размештај: Иако је мање-више на подручју целе жупаније било мешовитих насеља, ипак се могу уочити одређени обрасци насељавања. Већински Румуни махом су насељавали села и више, брдско-планинске делове жупаније. Немци и Мађари су углавном били насељени у градовима и варошицама, као и долинским селима. Српско становништво је искључиво живело у најјужнијем делу жупаније, уз Дунав, у области тзв. „Банатске клисуре“. Ту се оно наслањало на матицу преко Дунава (Стиг и Браничево).

## Управна подела
Почетком 20. века, управна подела Карашко-северинске жупаније била је следећа:
| Котари             | Котари        |
| Котар              | Седиште       |
| ------------------ | ------------- |
| Бегејски срез      | Балинц        |
| Бозовићски срез    | Бозовић       |
| Бокшански срез     | Бокша Монтана |
| Жамски срез        | Жам           |
| Карансебешки срез  | Карансебеш    |
| Лугошки срез       | Лугош         |
| Моришки срез       | Бирчиш        |
| Новомолдавски срез | Нова Молдава  |
| Оравички срез      | Оравица       |
| Решички срез       | Решица        |
| Тамишки срез       | Сакул         |
| Тереговски срез    | Терегова      |
| Фагетски срез      | Фагет         |
| Градови — срезови  |               |
| Карансебеш         |               |
| Лугош              |               |